# 171
El 171 (CLXXI) fou un any comú començat en dilluns del calendari julià.

## Esdeveniments
- Marc Aureli instal·la la seva seu a Carnunt.[1]
- Roma derrota els marcomans, un dels pobles germànics.
- A Hispània romana: es produeixen incursions de tribus moros a la Bètica[2] i revoltes lusitanes.[3]